# Хилл, Альфред
Альфред Фрэнсис Хилл (англ. Alfred Francis Hill; 16 декабря 1869, Мельбурн — 30 октября 1960, Сидней) — австралийский и новозеландский композитор и дирижёр.

## Биография
Провёл детство и юность в Веллингтоне. В 1887—1891 годах учился в Лейпцигской консерватории у Густава Шрека (композиция), Ханса Зитта (скрипка), Алоиса Рекендорфа (фортепиано) и Карла Райнеке (ансамбль). С 1888 года играл на скрипке в оркестре Гевандхауза. Ранние произведения Хилла — в частности, Шотландская соната для скрипки и фортепиано — были опубликованы в Лейпциге.
В 1892—1897, 1902—1903 и 1904—1910 годах Хилл жил и работал в Новой Зеландии, руководил оркестром в Веллингтоне, стоял у истоков новозеландского музыкального образования, а также много работал над сбором музыкального материала маори, на основе которого создал ряд произведений начиная с кантаты «Хинемоа» (англ. Hinemoa; 1896). В промежутках Хилл работал в Сиднее, а в 1911 году окончательно обосновался там, возглавив музыкальный колледж. В этот же период Хилл был активен как камерный исполнитель, особенно как альтист в составе струнного квартета.
В 1915 году Хилл был в числе основателей Консерватории Нового Южного Уэльса, в которой стал первым профессором теории и композиции, а также заместителем руководившего консерваторией Генри Вербрюггена в работе с оркестром. Одновременно Хилл много работал как оперный дирижёр. В 1932 году он вошёл в состав консультативного совета по музыкальному вещанию при Австралийской радиовещательной корпорации. В 1934 году Хилл ушёл из консерватории и на протяжении 1935—1936 годах руководил собственной музыкальной академией в Сиднее, после чего отказался от педагогической деятельности и посвятил оставшиеся годы жизни исключительно композиции. С 1947 года он был президентом Общества композиторов Австралии.
Наследие Хилла включает более 500 сочинений, в том числе 12 симфоний, из которых 11 представляют собой переработки более ранних струнных квартетов (Хилл написал их 17). Хиллу также принадлежат 8 опер, 72 фортепианные пьесы, хоровая музыка, песни.